# Midnight (catch)
Pour les articles homonymes, voir Crooks et Midnight (homonymie).
Ann-Marie Crooks (née le 12 septembre 1965 à Kingston) est une culturiste et une catcheuse américaine d'origine jamaïcaine. Elle est d'abord culturiste et participe à de nombreux concours de 1992 à 1998 dans la catégorie des poids lourds. En 1999, la World Championship Wrestling l'engage pour être la valet des Harlem Heat sous le nom de Midnight.

## Jeunesse
La famille d'Ann-Marie Crooks part vivre dans le Connecticut en 1978. Sa mère travaille comme femme de ménage tandis que son père fabrique des simulateurs de vol pour le gouvernement. Plus tard, sa famille part s'installer à Tampa où elle fait partie de l'équipe d'athlétisme de son lycée. Elle s'engage dans l'US Air Force et y reste 30 mois.

## Carrière de culturiste
En tant que culturiste, Crooks a remporté le concours de Miss Sunshine State en 1992 et s'est bien classée dans plusieurs autres événements de culturisme jusqu'en 1998, terminant à la 2e place au National Physique Committee (en) (NPC) de 1994 dans la catégorie des poids lourds.

## Carrière de catcheuse
En 1999, Ann-Marie Crooks rejoint la World Championship Wrestling (WCW) sous le nom de ring de Midnight.

## Palmarès
- du concours Southern States du National Physique Committee en 1992[5]
- 4e du concours National du National Physique Committee en 1993[5]